# 星野恒

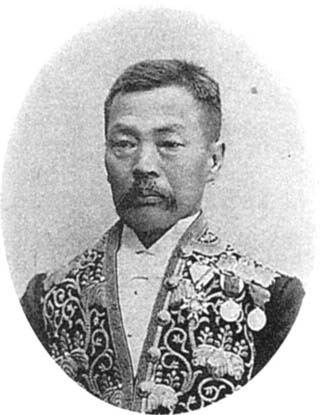
星野恒

星野 恒（ほしの ひさし、1839年8月15日〈天保10年7月7日〉 - 1917年〈大正6年〉9月10日）は、日本の国史学者・漢学者、東京帝国大学教授。名は世恒、字は徳天、通称は恒太郎（ひろたろう）、号は豊城。

## 来歴
越後国蒲原郡白根町（現在の新潟県新潟市）生まれ。万延元年（1860年）江戸に出て塩谷宕陰について漢学を学び、明治8年（1875年）修史事業に参加、明治14年（1881年）編修官に任ぜられ、明治21年（1888年）10月帝国大学文科大学（現在の東大文学部）教授に転任、明治24年（1891年）8月文学博士の学位を受け、明治39年（1906年）帝国学士院会員となり、明治44年（1911年）史学会評議員長となる。
大正6年（1917年）、脳出血のため死去。

## 業績
- 明治12年（1879年）から明治18年（1885年）にかけて『国史纂要』を著す。
- 1890年、重野安繹、久米邦武とともに『国史眼』を編纂した。同1890年、「本邦ノ人種言語ニ付鄙考ヲ述テ世ノ真心愛国者イ質ス」と題する論文を発表、スサノオが「新羅の主」であり、朝鮮と日本はもとはひとつの国であったと主張、のちに日鮮同祖論として形成される言説の先駆となった。
- 明治26年（1893年）、久米邦武筆禍事件により久米、重野とともに編修官を解任されている。
- 明治32年（1899年）、『竹内式部君事蹟考』を発表。
- 明治42年（1909年）『史学叢説』を著した。

## 著書

### 単著
- 『竹内式部君事蹟考』冨山房、1899年7月。 NCID BN10314791。全国書誌番号:58005253。

### 草稿
- 星野幹・星野彬 編『史学叢説』 全2巻、冨山房、1909年3月-1909年9月。 NCID BN0986422X。全国書誌番号:42030117 全国書誌番号:57012052 全国書誌番号:48016248。

### 編集
- 『国史纂要』 全13巻、重野安繹閲、尚不愧山房、1879年10月-1885年1月。 NCID BA33702211。全国書誌番号:40011987。
- 重野安繹・久米邦武・星野恒 編『稿本国史眼』 全7巻、大成館、1890年-1891年。 NCID BN09180723。全国書誌番号:60006884。

### 校閲
- 高津鍬三郎、三上参次、磯田良『にほんれきし教科書』 上中下巻、重野安繹・星野恒校閲、大日本図書、1894年7月。 NCID BA36616615。全国書誌番号:40012974。

## 栄典・授章・授賞
位階
- 1890年（明治23年）11月1日 - 従六位[4]
- 1913年（大正2年）8月11日 - 従三位[5]

勲章等
- 1889年（明治22年）11月29日 - 大日本帝国憲法発布記念章[6]
- 1897年（明治30年）12月28日 - 勲五等瑞宝章[7]
- 1910年（明治43年）6月24日 - 勲二等瑞宝章[8]

## 関連事項
- 明治政府の修史事業